# HNLMS Isaac Sweers (1941)
El destructor holandés HNLMS Isaac Sweers fue un destructor de la Armada Real de los Países Bajos, perteneciente a la clase Gerard Callenburgh. Uno de los dos únicos buques de su clase en ser asignado, participando en la Segunda Guerra Mundial como parte de la Royal Navy al escapar de las fuerzas alemanas durante invasión alemana a los Países Bajos.

## Historia
Fue uno de los cuatro buques de la clase Gerard Callenburgh encargados por la Armada Real de los Países Bajos para modernizar su flota, siendo los sucesores de la clase Admiralen, a su vez reemplazo de los obsoletos destructores clase Roofdier.
Fue puesto en grada el 26 de noviembre de 1938 y botado incompleto el 16 de marzo de 1940 durante la invasión alemana y remolcado por el remolcador Zwarte Zee a Gran Bretaña, donde sería completado por la firma Thornycroft en Southampton,  con seis cañones británicos 4 pulgadas en lugar de los planificados cinco cañones de 120 mm, también se le instalaron dos montajes dobles estabilizados de 40 mm Bofors AA, cada uno con su propio control de fuego "Hazemeyer". El barco era moderno para su tiempo. Después de realizar pruebas en Greenock, zarpa hacia Scapa Flow, donde es asignado a la 19° Flotilla de Destructores, escoltando transportes de tropas. El 14 de septiembre de 1941, sufre una colisión con el destructor HMS Brocklesby, sufriendo daños menores. Posteriormente, realiza misiones de escolta en el Mediterráneo y en el Océano Índico.
EL Isaac Sweers tomó parte de la flotilla de destructores que hundieron a los cruceros ligeros italianos Alberico da Barbiano y Alberto da Giussano el 13 de diciembre de 1941, cerca de Cabo Bon. Peleó con el Da Giussano con fuego a corta distancia y lanzó cuatro torpedos contra la torpedera Cigno, aunque todos fallaron. Participó también en la escolta del convoy MW 8 a Malta en enero de 1942. Durante aquella misión, el destructor HMS Gurkha (G63) fue torpedeado por el submarino alemán U-133 el 12 de enero de 1942 cerca de Sidi Barrani. El Isaac Sweers intentó remolcar al dañado destructor británico y rescató a sus 240 tripulantes, que fueron llevados a Tobruk.
El 13 de noviembre de 1943 durante la Operación Torch, el Isaac Sweers es atacado por estribor con dos torpedos por el submarino alemán U-431. Un torpedo impactó en uno de sus tanques de combustible, mientras que el otro lo hizo en el área de los camarotes de oficiales, matando a trece oficiales que allí dormían. Los supervivientes fueron rescatados por el arrastrero armado HMS Loch Oskaig.